# Trolleybus van Milaan
Naast een metro- en tramnetwerk heeft Milaan ook een netwerk van trolleybussen. Het trolleynetwerk bestaat uit vier lijnen:

- 90 Viale Isonzo - Lotto M1 - Viale Isonzo (ringlijn met de klok mee);
- 91 Viale Isonzo - Lotto M1 - Viale Isonzo (ringlijn tegen de klok in);
- 92 Viale Isonzo - Bovisa FN;
- 93 Viale Omero - Lambrate M2.